# چهارقلعه سفلی
چهارقلعه سفلی، روستایی از توابع بخش مرکزی شهرستان کوهدشت در استان لرستان ایران است.
گویش مردمان روستا لری است.
این روستا به روستایی عزیزی هم معروف است.

## جمعیت
این روستا در دهستان کوه دشت جنوبی قرار دارد و براساس سرشماری مرکز آمار ایران در سال ۱۳۸۵، جمعیت آن ۱۷۵ نفر (۲۸خانوار) بوده‌است.